# Río Yalma
Le río Yalma est un cours d'eau de l'Amazonie vénézuélienne. Situé dans l'État d'Amazonas, il est un sous affluent de l'Orénoque et se jette en rive gauche du río Autana dont il est l'un des principaux affluents. Il prend sa source dans le massif de Cuao-Sipapo.